# Neomysis awatschensis
Neomysis awatschensis är en kräftdjursart som först beskrevs av Brandt 1851.  Neomysis awatschensis ingår i släktet Neomysis och familjen Mysidae. Inga underarter finns listade i Catalogue of Life.